# 大學教育資助委員會秘書處
大學教育資助委員會秘書處（簡稱教資會秘書處，UGCS）是香港政府教育局轄下的部門，負責協助大學教育資助委員會處理香港高等教育的發展及撥款。由於大學教育資助委員會屬非法定諮詢組織，本身沒有法定權力，而教資會資助的各院校均為按香港法例設立的法定機構，所以教資會並不能直接介入各院校的行政，但教資會可就高等教育的事宜向政府提供意見，確保院校運用政府的撥款是高等教育所需及符合效益。大學教育資助委員會秘書處是政府支援教資會運作的部門，除負責維持教資會的運作外，也管理撥發給教資會資助高等教育院校的政府補助金。
大學教育資助委員會秘書處原隸屬教育統籌局，2007年7月1日決策局重組後劃入新成立的教育局。

## 歷任秘書長
- 安治禮博士（2012年1月-2018年4月16日）
- 鄧特抗敎授（2018年4月16日-）

## 外部連結
- 香港特別行政區政府 大學教育資助委員會秘書處 （页面存档备份，存于）